# Stella Mwangi
Stella Nyambura Mwangi (sinh ngày 1 tháng 9 năm 1986), còn được biết đến với nghệ danh STL, là một ca sĩ Kenya - Na Uy, người viết bài hát và rapper. Mwangi viết rất nhiều nhạc của cô về tình hình ở quê nhà Kenya và về sự phân biệt đối xử cả Stella và gia đình cô đã phải trải qua sau khi chuyển đến Na Uy vào năm 1991. Tác phẩm của cô đã được sử dụng trong các bộ phim như American Pie Presents: The Naked Mile và Save the Last Dance 2, và cả trong phim truyền hình như CSI: NY và Scripes.
Cô đã giành được một số giải thưởng bao gồm; Giải thưởng Kisima, Giải thưởng Clops và Giải thưởng Jeermaan, cô là một trong những ca sĩ nổi tiếng nhất ở Na Uy sau khi giành giải Melodi Grand Prix 2011.
Mwangi đại diện cho Na Uy tại Eurovision Song Contest 2011 ở Düsseldorf, Đức, một năm sau khi đất nước của cô tổ chức sự kiện này, và đã bị loại trong trận bán kết đầu.
Mwangi đã có những bài hát thành công ở Kenya, Senegal và Gambia. Đĩa đơn năm 2018 của Mwangi "No Games" được giới thiệu trong quảng cáo trên TV của Samsung cho điện thoại thông minh Galaxy S9.

## Tiểu sử và cuộc sống
Stella sinh ra ở Murang'a tại Tỉnh miền Trung của Kenya vào năm 1986 và đã dành 5 năm đầu tiên ở đó trước khi gia đình cô chuyển đến Eidsvoll tại Na Uy vào năm 1991. Cô bắt đầu tập chơi nhạc khi lên tám tuổi. Cô cũng chơi piano. Cha cô đảm bảo rằng cô và anh chị em của mình đã học được tiếng Gikuyu và tiếng Swords thậm chí khi xa quê. Ông đã sử dụng âm nhạc văn hóa và thơ ca để dạy họ ngôn ngữ và điều này đã truyền cảm hứng cho âm nhạc của Stella và mối liên hệ của cô với văn hóa Kenya.
Cha của Mwangi đã bị giết trong một tai nạn xảy ra vào tháng 2 năm 2012.

## Melodi Grand Prix 2018
Stella đã tham dự Melodi Grand Prix để có cơ hội đại diện cho Na Uy trong cuộc thi Ca khúc Eurovision 2018 cùng với Alexandra với bài hát You Got Me. Họ đạt vị trí thứ ba tổng thể.

## Danh sách đĩa nhạc

### Albums
| Living for Music                                             | - Released: ngày 20 tháng 10 năm 2008 - Label: MTG Productions - Formats: Digital download | —  |
| Kinanda                                                      | - Released: ngày 10 tháng 6 năm 2011 - Label: EMI Norway - Formats: Digital download       | 15 |
| "—" denotes an album that did not chart or was not released. |                                                                                            |    |

### Singles
| 2007                                                         | "Take It Back"                                       | — | — | Living for Music  |
| 2008                                                         | "The Dreamer"                                        | — | — | Living for Music  |
| 2008                                                         | "Makelele Remix"                                     | — | — | Living for Music  |
| 2010                                                         | "Smile"                                              | — | — | Living for Music  |
| 2011                                                         | "Haba Haba"                                          | 1 | — | Kinanda           |
| 2011                                                         | "Lookie Lookie"                                      | — | — | Kinanda           |
| 2011                                                         | "Take My Time"                                       | — | — | Kinanda           |
| 2011                                                         | "Hula Hoop"                                          | — | — | Kinanda           |
| 2012                                                         | "Bad As I Wanna Be"                                  | — | — | Non-album singles |
| 2013                                                         | "Shut it Down"                                       | — | — | Non-album singles |
| 2014                                                         | "Stella Stella Stella"                               | — | — | Non-album singles |
| 2014                                                         | "Koolio"                                             | — | — | Non-album singles |
| 2014                                                         | "Biashara" (featuring Kristoff and Khaligraph Jones) | — | — | Non-album singles |
| 2015                                                         | "Chukua Hatua"                                       | — | — | Non-album singles |
| 2016                                                         | "Identify Yourself"                                  | — | — | Non-album singles |
| 2016                                                         | "Big Girl"                                           | — | — | Non-album singles |
| 2017                                                         | "Work"                                               | — | — | Non-album singles |
| 2017                                                         | "Not Your Ordinary"                                  | — | — | Non-album singles |
| 2018                                                         | "No Games"                                           | — | — | Non-album singles |
| "—" denotes a single that did not chart or was not released. |                                                      |   |   |                   |